# Os grizzly mexicà
L'os grizzly mexicà (Ursus arctos horribilis; anteriorment Ursus arctos nelsoni) és una població extinta d'os grizzly localitzada a Mèxic.
No s'ha de confondre amb el també extint os bru de Califòrnia, que s'estenia lleugerament cap al sud de la Baixa Califòrnia. Mentre que els ossos de Durango, Chihuahua, Sonora i Mèxic central estaven probablement més emparentats amb els ossos d'Arizona, Nou Mèxic i Texas que amb els de Califòrnia. L'holotip d'Ursus arctos nelsoni va ser mort per H.A Cluff a Colonia Garcia, Chihuahua el 1899.

## Descripció
Conegut en la llengua dels ópates com el pissini, el grizzly era un dels mamífers més pesants i més grans de Mèxic. Va assolir una longitud de fins a 1,82 m i un pes mitjà de 318 quilograms. A causa de la seva pell argentada, sovint se l'ha anomenat en castellà «el oso plateado» ('l'os platejat'). El grizzly mexicà era més petit que el grizzlies dels Estats Units i el Canadà. El color general variava del groguenc pàl·lid fins a un pelatge més fosc. Els cabells més llargs de la pell eren els de la gola i els flancs.

## Rang i hàbitat
L'os bru mexicà va habitar als territoris del nord i centre de Mèxic, en particular les prades temperades i els boscos de pi muntanyós. La seva distribució anterior a la colonització s'estenia també per Aridoamerica, des d'Arizona fins a Nou Mèxic, Texas i Mèxic. Sembla poc probable que aquests ossos haguessin d'hivernar, tot i que podrien passar un cert temps als seus caus.

## Biologia
Igual que els altres ossos bruns, els grizzlies mexicans eren omnívors. La seva dieta principalment consistia en plantes, fruites i insectes. De forma particular, es va registrar que eren molt afeccionats a les formigues. Ocasionalment també s'alimentaven de petits mamífers i carronya. Les femelles produïen d'un a tres ossalls cada tres anys aproximadament.

## Extinció
Els primers europeus que van entrar en contacte amb el grizzly mexicà foren els conqueridors espanyols en el segle xvi, quan Francisco Vásquez de Coronado va anar en una expedició per trobar les Set Ciutats d'Or. La seva expedició va començar a la Ciutat de Mèxic el 1540, i va anar cap al nord, passant per Nou Mèxic, fins a les planures de Buffalo, en els actuals estats de Texas i Kansas.
A causa que els ossos atacaven el bestiar de tant en tant, van ser considerats una plaga pels agricultors. Els grizzlies mexicans van ser perseguits amb trampes, morts a trets i enverinats. Cap al 1930 ja escassejaven. La seva àrea de distribució es va anar reduint fins a romandre tres muntanyes aïllades: Cerro Campana, Cerro Santa Clara i Sierra del Nido, a 80 km al nord de Chihuahua, dins de l'Estat de Chihuahua. Cap al 1960, només quedava una població relicta de 30 exemplars. Tot i gaudir d'un estatus oficial de protecció, la seva caça va continuar, fins que el 1964, el grizzly mexicà va ser considerat extint. Després de sentir rumors que quedaven alguns individus supervivents en un ranxo a les capçaleres del riu Yaqui, a l'estat de Sonora el 1968, el biòleg americà Carl B. Koford va anar a cercar-los en una expedició de tres mesos, però no va reeixir. Tanmateix, un grizzly va ser disparat el 1976 a Sonora, el quart confirmat en aquest estat, i el primer en moltes dècades.